# 李仰哲
李仰哲（1962年5月—），男，汉族，陕西合阳人，中华人民共和国政治人物。曾任中共福建省委常委、省纪委书记，省监察委员会主任，现任中共上海市委常委、市纪委书记，市监察委员会主任。中共第十九届、二十届中央纪委委员。